# Раздаев, Владимир Александрович
Влади́мир Алекса́ндрович Разда́ев (род. 1 сентября 1944 Анжеро-Судженск, Кемеровская область) — советский футболист, нападающий, арбитр, тренер. Мастер спорта СССР (1970). Судья всесоюзной категории (06.02.1984).

## Биография
Старший брат футболиста Виталия Раздаева. Почти всю карьеру провёл в кемеровском «Химике»/«Кузбассе», только в 1968 году играл в высшей лиге за «Зарю» (Луганск).
Окончил спортивный факультет КемГУ. Работал арбитром матчей Высшей и Первой лиг чемпионата СССР, инспектором матчей Первой лиги, тренером ФК «Динамо» (Кемерово) в середине 80-х годов.
С 1974 по 1986 годы работал на кемеровской шахте «Северная» в бригаде Анатолия Ракитянского.
Возглавлял Федерацию футбола Кемеровской области с 1991 года по 2006 год, ныне является членом Совета областной федерации футбола и возглавляет её судейско-инспекторский комитет.